# Corchorus chrozophorifolius
Corchorus chrozophorifolius är en malvaväxtart som först beskrevs av Henri Ernest Baillon, och fick sitt nu gällande namn av Karl Ewald Maximilian Burret. Corchorus chrozophorifolius ingår i släktet Corchorus och familjen malvaväxter. Inga underarter finns listade i Catalogue of Life.